# Николаев, Алексей Александрович (композитор)
Алексей Александрович Николаев (24 апреля 1931, Москва — 28 декабря 2003, там же) — советский и российский композитор, народный артист РСФСР (1985).

## Биография
Алексей Александрович Николаев родился 24 апреля 1931 года в Москве в семье музыкантов. В 1953 году окончил искусствоведческое отделение исторического факультета МГУ. В 1956 году окончил Московскую консерваторию (класс композиции В. Я. Шебалина). В 1959 году — у него же аспирантуру, защитил дипломную работу по творчеству Зегерса.
С 1958 года преподавал в Московской консерватории (класс сочинения), был профессором.
Умер 28 декабря 2003 года в Москве. Похоронен на Введенском кладбище (участок № 17).

### Семья
- Отец — пианист, педагог и музыковед Александр Александрович Николаев (1903—1980), заслуженный деятель искусств РСФСР (1966)[1].

## Сочинения

### Оперы
- «Горе — не беда» (по С. Маршаку, либр. собств., 1962)
- «Ценою жизни» (по пьесе А. Салынского «Барабанщица», 1965)
- «Разгром» (по А. Фадееву, 1976)

### Балеты
- «Золотой ключик» (по А. Толстому, 1952)
- «Луноглазка» (1968)

### Оперетты
- «Ласточка» (1961)
- «Лопе де Вега подсказал…» (совм. с А. Кремером, Москва, 1977)

### Для хора и симфонического оpкестра
- Оратории «Дом у дороги» (сл. А. Твардовского, 1976), «Октябрьский марш» (сл. В. Маяковского, 1957), «Русская сказка» (сл. И. Бунина, 1967), «Мастера» (сл. А. Вознесенского, 1968), «Песня о гибели казачьего войска» (сл. П. Васильева, 1973), «Со славой на века» (сл. поэтов-фронтовиков, 1975)

### Для оpкестра
- Сюиты: «Золотой ключик» (1954), «Луноглазка» (1961), «Лирическая» (на морд. темы, 1957), «Праздничная» (1958)
- Увертюры: I (1956), II (1960), «Торжественная песня» (1958), Поэма по мотивам рассказа М. Шолохова «Судьба человека» (1959)
- Симфонии: I (1960), II (1961), III (1962), IV (1968), V (1972), Пять маленьких пьес (1960)

### Прочие
- Для фортепиано и симфонического оpкестра: две концертные пьесы (1972)
- Для чтеца и симфонического оpкестра: сказка «Про Шарика» (сл. Н. Седугина, 1960)
- Струнные квартеты: I (1959), II (1977)
- Для скрипки и фортепиано: Соната (1959)
- Для флейты и фортепиано: Две пьесы (1951)
- Для фортепиано: Соната (1959), Детский альбом (1963)
- Для голоса и фортепиано: циклы на слова Ф. Гарсиа Лорки (1961), Чудесная страна (сл. нем. нар. поэтов, 1962), на сл. И. Бунина (1963), Возвращение короля (сл. М. Карема, 1964), на сл. М. Цветаевой (1967), Н. Заболоцкого (1971), А. Твардовского (1975), А. Гидаша (1977), поэма Петр Плаксин (сл. Ю. Тувима, 1966)
- Хоры, в т. ч. Семь хоров на сл. А. Твардовского (1976)
- Музыка к драматическим спектаклям, в т. ч. «Дон-Жуан, или Любовь к геометрии», «Горе от ума» (Театр сатиры, Москва), «Смерть Тарелкина», «Разгром» (Театр им. В. Маяковского, Москва), «Двенадцатая ночь», «Лесная песня» (Центр. дет. театр, Москва), «Последние дни» (Театр им. Пушкина, Москва), «В списках не значится» (Театр им. Ленинского комсомола, Москва), «Любовь Яровая» (Малый театр, Москва), «Мизантроп» (Театр комедии, Ленинград)
- Музыка к фильмам, радио– и телепостановкам.

## Награды и премии
- Заслуженный деятель искусств РСФСР (1.03.1973).
- Народный артист РСФСР (5.10.1985).
- Орден Дружбы (30.01.2003)[2].
- Государственная премия РСФСР имени М. И. Глинки — — за 5-ю симфонию, семь хоров на стихи А. Т. Твардовского (1980).
- Премия на международном конкурсе имени С. С. Прокофьева — за концерт для 2-х фортепиано с оркестром (1997).
- Премия имени Д. Д. Шостаковича Союза композиторов России (2001).